# Erich Wilhelm

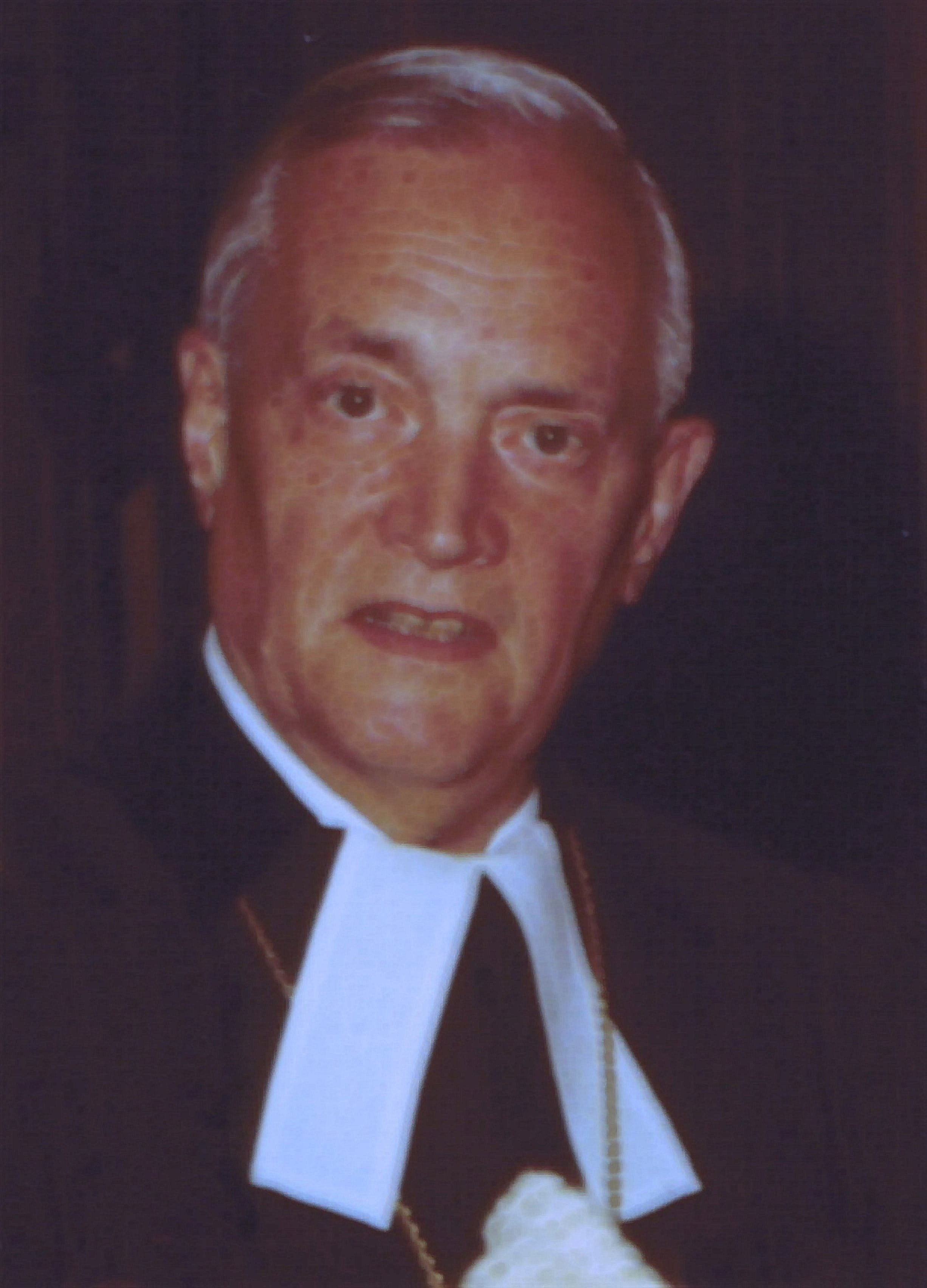
Superintendent Prof. Erich Wilhelm

Erich Wilhelm (* 20. April 1912 in Wien; † 15. November 2005 ebenda) war ein österreichischer evangelisch-lutherischer Theologe. Er war von 1972 bis 1982 Superintendent der Evangelischen Superintendentur A. B. Wien.
Erich Wilhelm studierte in Wien, in Deutschland und in den Vereinigten Staaten. 1936 wurde er zum geistlichen Amt ordiniert und begann als Personalvikar in der Lutherischen Stadtkirche in Wien tätig zu sein, in der er dann von 1945 bis 1972 als Pfarrer wirkte. 1955 wurde Wilhelm Mitglied der Synode der Evangelischen Kirche A. B. und der Generalsynode der Evangelischen Kirche A. u. H. B. Von 1963 bis 1972 wirkte er als außerordentlicher geistlicher Oberkirchenrat. 1972 wurde Erich Wilhelm als Nachfolger von Georg Traar zum Superintendenten der Wiener Superintendentur gewählt. Dieses Amt hatte er bis 1982 inne. Wilhelm unterrichtete außerdem als Hochschulprofessor evangelische Liturgik und evangelische Hymnologie an der Hochschule für Musik und darstellende Kunst Wien.
Erich Wilhelm war verheiratet und hatte fünf Kinder. Sein Grab befindet sich am Evangelischen Friedhof Matzleinsdorf (Gruppe 4, Nummer 107) in Wien.